# 이녕 (방송인)
이녕(Enyeong,  본명: 원보라, 元보라 1993년 1월 1일~)은  대한민국의 유튜버로 e스포츠방송인, MC 겸 교수이다.

## 개요
대한민국 1세대를 대표하는 ‘게임 유튜버’로서 FPS 게임인 오버워치로 정점을 찍었으며 게임계의 심해여왕, 그랜드브론즈, 똥게임마스터로 불렸다.게임 콘텐츠인 “컨셉워치”시리즈를 만들어 유행시킨 장본인이며 "pc방 식폭행" 먹방 콘텐츠와 “선풍기 회전초밥” 으로 유명해진 인물로 처음 간 식당이나 PC방에서 무작정 "늘 먹던대로 " 주세요~  라고 해보는 먹방콘텐츠로 떠올랐다.  본캐  '이녕' 외에 부캐 ‘암흑다크이녕’,  '원보라'로  유튜브와 치지직 플랫폼에서 활동하며 게임, 여행, 썰 토크, 브이로그등의 UCC를 업로드한다. 종합게임을 하며 다져진 기반으로 일상브이로그, 썰, 먹방, 쿡방과 같은 다양한 콘텐츠의 변화에 드물게 성공한 셀럽이다.  k컬쳐 문화예술인으로서 대학과 학생들과 지역 소상공인간의연계와 원활한 소통으로 방송산업의 기반이 되는 영상 콘텐츠를 제작 주도하고 e스포츠 교육과정 크리에이터과정 교재 편찬 등 미디어 문화콘텐츠산업 전문인력 양성, 콘텐츠 문화사업을 개선하는데 기여. 다양한 전문 분야에서 두각을 보이며 대학 강단에서 학생들을 지도하는 교육자 멘토로서 k- 콘텐츠 1인 미디어 인재 양성을 하고 있다.

## 학력
- 서울한서초등학교 (졸업)
- 동도중학교 (졸업)
- 서울디자인고등학교 (졸업)
- 청운대학교 방송영상학 (학사)전공 - 부전공 / 사회복지학
- 서울특별시 소재 예술 대학원 석사과정 中[21]

## 생애

2022년 대한민국의 온라인 콘텐츠 창작자 콘텐츠 크리에이터 이녕(원보라)

- 1993년 1월 1일 서울특별시 은평구 에서 1남 1녀 중 첫째로 출생하였다.
- 서울특별시 마포구 에서 유년기와 청소년기를 보내며 성장하였다. 고등학교 재학시절 여고생 모델로 길거리 스카웃되어 헤어모델이나 피팅모델을 하였고 데뷔한 후에도 인기 유튜버로서 외모[22], 컴퓨터 바이러스 랜섬웨어[23], 방송장비인 튜닝pc[24] 등이 화제가 되었다.
- 4년제 정규대학을 졸업한 (전공 - 방송영상학/부전공 - 사회복지학) 학사 학위 출신자로 졸업 후에  어머니의 권유로 첫 직장으로 인터넷 스트리밍 플랫폼에서 활동을 시작하며 아프리카TV 리그 오브 레전드 롤 게임 전문 BJ로 데뷔를 하였다.
- 2015년 9월 28일에 인터넷 방송국 아프리카TV를 통해  LOL롤 게임bj로 데뷔 후 일년만인 2016년 10월 베스트BJ ( 오버워치 게임 부문) 가 되었다.
- 2016년 1월 27일 유튜브  공식 방송국 채널을 개설하고 종합게임 유튜버로 데뷔하였다.
- 2016년. 1월 유튜브 공식 방송국채널 개설 후  CJ ENM계열의 대한민국의 MCN이자 연예 기획사 다이아TV 소속 CH.DIA 유튜브게임크리에이터로 스카웃되었다.
- 2017년 9월 인터넷 방송국 트위치TV로 이적, PC 게임 온라인 게임을 플레이하는 종합게임 스트리머로 이적한지 한 달만에 트위치 파트너 스트리머(종합게임 스트리머)가 되었다.
- 이녕은 김포대학교 유튜브 융합과 K-Culture 계열 (K-컬쳐) 교수 출신 유튜버로 교수 유튜브 운영자(부캐-원보라)이며 1인 미디어 콘텐츠 4차 산업 인재들을 양성하고 있다.[25]
- 2017년 4월 20일에 시작된 게임 & e스포츠 크리에이티브 채널 너프디스 멤버이다.
- 대한민국의 e스포츠 대회 주관사이자 게임 방송국 WDG 소속으로 e스포츠 채널이나 리그 대회에서 게임 캐스터,게임 리포터, 방송인, MC, 게임MC로 활동, 2018년 2월 5일 오버워치 오픈디비전 공식대회로 데뷔하였다.[26]
- 온라인 라이브 커머스 채널 네이버라이브 커머스 쇼호스트(showhost) 쇼핑호스트(shopping host), 이엠텍의 컴퓨터 게이밍pc 네이버 쇼핑 라이브 방송 진행자로 데뷔하였다.[27]
- 2018년 5월 10일 대한민국 한복 모델로 입상 후 한복 모델 온라인 피팅 모델,게임 홍보 모델 등 다양한 모델로 활동중이다.[28][29]
- 2019년 11월 14일 소상공인연합회 홍보 서포터즈,가치삽시다 브랜드K 홍보 크리에이터. 지역경제 활성화와 지역 문화가치를 창출하는 로컬 크리에이터로 활동  [브랜드K X 1인 크리에이터] K-뷰티 K-푸드 소상공인 가치삽시다 TV[30]
- 2019년 12월 크리에이터 이녕 샌드박스 MCN과 계약, MCN 샌드박스 네트워크 소속사 이적
- 2021년 12월 MCN 패러블 엔터테인먼트 소속사 이적
- 2022년 3월 22일  SNS TikTok 업로드를 시작하며 틱톡커로 활동.
- 2022년 프로게임단 글로벌 이스포츠 기업 Gen.G 이스포츠(GEN.G ESPORTS, 이하 젠지). 젠지e스포츠 아카데미자사의‘젠지 글로벌 아카데미(GGA) 파트너 콘텐츠 크리에이터 활동중이다.
- 2023년 2023 서울콘(SEOULCon) 글로벌 인플루언서이다.[31]
- 2024년 2월 27일 트위치 코리아 한국 철수로인한 트위치 섭종으로 2024년 2월 14일 유튜브와 네이버 게임 비디오 스트리밍‘치지직(CHZZK)’으로 플랫폼을 이적하였다.
- 2024년 7월 3일 ~ 7월 4일 (사)한국문화산업포럼 주최 문화체육관광부와 대구광역시, 수성구가 후원하는 문화행사 ‘2024 제5회 세계문화산업포럼’(WCIF: World Cultural Industry Forum) 문화산업·교육 분야 전문가 초청.
- 2024년 09월 26일 광주광역시관광공사,(사)케이쇼츠조직위원회 김대중컨벤션센터광주 에이스페어 전시장 ‘2024 제4회 공공 숏폼 콘텐츠 컨퍼런스’ 원보라 교수 특강[32]
- 2025년 01월 대한민국 국회 국회문화체육관광위원회 주최, 사)글로벌인플루언서협회 주관, 국회도서관 후원  “2025 Global Influencer Award“  대한민국 국회의사당에서 개최한 가장 창의적이고 혁신적인 인플루언서 이녕 초청 gin.con[33]
- 2025년 01월 주한 이스라엘 대사관 이스라엘 《이스라엘 관광청》 초청 신년 미디어 네트워킹 이벤트[34]

## 예능 프로그램 출연

구글 플레이(Google Play), 게임 크리에이터 이녕(원보라)

- 2017년 12월 SPOTV GAMES OGN Plus 게임 예능 [EP.10편의 오버워치 정보 시리즈] 방구석 정보 토크 오버워치 리그 ABOUT APEX&CHALLENGERS 진행 MC[35][36][37][38][39][40][41]
- 2017년 12월 e스포츠 전문 방송국 OGN 예능 프로그램오버워치 프로게이머 선수 인터뷰 시리즈 이녕 단독코너 라면 먹고갈래 - 사회자 이녕[42]
- 2017년 STATV(스타티비) 연예인 아이돌 스타 육상 선수권 대회 아육대 아이돌그룹 H.U.B 루이 vs 유튜버 이녕의 예능 게임(출연진-이녕, 걸그룹 H.U.B의 리더 와타나베 루이,스포츠조선 연예부 기자 출신 유튜버 이진호(유튜버)연예 뒤통령이진호 )
- 2018년 1월 19일 e스포츠 오버워치 컨텐더스 트라이얼 코리아 시즌, 오버워치 오픈 디비전 코리아 오버워치 시즌1 홍보영상  게임홍보모델[43]
- 《플레이온챌린지》 2020년 대한민국의 웹예능, 2020년 11월 26일부터 2021년 1월 22일까지 유튜브 Google Play Korea 채널에서 8부작으로 방송되었다. 국내 유명 게임 크리에이터들과 유튜브 종합 모바일 게임 대항전 서바이벌 프로그램 구글 플레이 종합 모바일 게임 서바이벌 프로그램에 출연하여 준우승을 하였다.[44][45][46][47][48][49][50][51]
- 한국게임산업협회 주최 대한민국 부산광역시 벡스코에서 열리는《지스타》G-STAR 부산 SBS, 지상파 출연,게임 인터뷰 (이녕,미라클,제국의 아이들 정희철)[52]
- LCK의 스폰서 OP.GG 스포츠 OGN 게임 방송국 케이블TV 오버워치 어서옵쇼 대전 7회차 게임 예능 출연 인기 유튜버[53]
- 2020년 4월 7일 샌드박스 네트워크 [보이는 라디오] 예능 프로그램 샌보라 토크쇼 시리즈 진행[54]
- 2020년 8월 블리자드 엔터테인먼트(Blizzard Entertainment, Inc., http://www.blizzard.com) 12인의 유명 스트리머가 총출동하는 한 여름 밤의 新예능 대결인 ‘토요일! 토요일은 옵치다(이하 토토옵) – 하계 스포츠 대회 특집’[55]
- 2021년 1월라이엇 게임즈의  1인칭 슈팅 게임 발로란트VALORANT  최초로 개발한 게임을 공식 유튜브에서 선보이는 시리즈 콘텐츠로 VAL 조각 플렉스 ’발로란트 출시 기념 이벤트 인플루언서 광고 캠페인. 《코치발로란트》는 라이엇 게임즈에서 최초로 개발한 발로란트 게임을 공식 유튜브에서 선보이는 시리즈 콘텐츠로 이태준, 이녕, 문호준,노돌리, 영래기가  발로란트 최초 공식 멤버이며  중간에 손오천이 합류한 웹예능이다.[56][57]
- 2021년 4월 [트라메]의 <밖리뷰> 1화 출연. 게임 유튜버들의 게임 스트리밍 방송장비 추천[58]
- 2021년《트위치 코리아》예능 봄 춘계 피망상사 신입사원 랜선 야유회 행사 웹예능 피망포커 출연[59]
- 2021년 11월 문화 한류연계협업콘텐츠기획개발지원사업 K-pop 스타 아이돌 걸그룹 보토패스 & 유튜버 이녕[60]
- 《개그콘서트》에 출연했던 텔레비전 방송 채널 KBS 공채 28기 연예인 개그맨 박성호 (1989년)(싱싱한 싱호)와 유튜브에서 가상우결을 찍었다.
- 2022년 7월 웹드라마, 웹예능을 제작하는 방송사 tvN의 디지털 스튜디오 TvN D 예능프로그램 X [트라메] 전자기기의 유혹을 참아야하는 테크 서바이벌 ⚡️ 《테크룸》 출연하여 우승을 하였다.[61][62]

## 라디오 진행 및 출연
- 2020년 샌드박스 네트워크 보이는 라디오 《샌보라》 진행자 이녕, 쫀득[63]
- 2020년 샌드박스 네트워크 보이는 라디오《샌보라》진행자 1回 게스트 나는루다. 스트리머 루밍쨩[64]
- 2020년 샌드박스 네트워크 보이는 라디오《샌보라》진행자 1回 게스트 나는루다. 스트리머루밍쨩[65]
- 2020년 샌드박스 네트워크 보이는 라디오 《샌보라》 진행자 2回 게스트 만화가, 웹툰 작가 주호민(주펄), 싱어송라이터 임세모,전화데이트 침착맨 이말년[66]
- 2020년 샌드박스 네트워크 보이는 라디오 샌보라 진행자 3回 게스트 진자림, [Raon]이라온, 다즈비]

## e스포츠방송인MC
- 2016년 12  OGN 방구석 정보 토크 ABOUT APEX&CHALLENGERS [EP.10편의 오버워치 정보 시리즈] 진행 공동MC
- 2017년 1월  OGN Plus 예능 프로그램 오버워치 프로게이머 선수 인터뷰 시리즈 이녕 단독코너 라면 먹고갈래 - MC
- 2017년 7월 CJ 엔터테인먼트 게임 축제 [다이아 페스티벌2017] 게임MC
- 2018년 8월 CJ E&M CH.DIA 주최 및 주관 다이아 페스티벌 in 부산 게임 MC
- 2018년 e스포츠 대회 제1회 부산 오버워치 대회 GCOB 개최 생중계 MC
- 2018년 9월 부산광역시 국제 단위 인디 게임 행사 부산인디커넥트페스티벌 (BIC Fest) 게임 진행MC
- 2018년 9월  부산인디커넥트페스티벌 Busan Indie Connect Festival 비디오 게임을 개발하는  소프트웨어 개발자 인디게임 개발자와 인터뷰 진행 MC
- 2019년 게임 전시회 지스타 G-STAR
- 2019년 오버워치 리그 대회 우승팀 " 샌프란시스코 쇼크 인터뷰 " 진행
- 2019년 《WDG》[오버워치 오픈 디비전 코리아] 시즌3 플레이오프 생중계 캐스터 : 홍현성,캐스터: 원보라 (이녕) 게임 중계
- 2023년 6월 2023 리그 오브 레전드 챔피언스 코리아 서머 2023 LCK Challengers League Summer 2023 LCK 챌린저스 리그 서머 Viewing Party 게임 행사 사회자 MC ‘이녕’(경기 관람 : e스포츠 팬들과 함께하는 ‘2023 LoL 챔피언스 코리아(LCK) 서머’Gen.G VS T1전, 2023 LCK 썸머 뷰잉파티 젠티전 이벤트 : 대한민국의 전직 리그 오브 레전드 프로게이머 Gen.G 앰비션 팬싸인회/게이밍의자 시디즈)
- 2024년 7월 빅픽처인터렉티브 사)전국지역아동센터협의회, 넥슨재단, 카카오게임즈, 대전정보문화산업진흥원, (사)전국지역아동센터협의회 한국콘텐츠진흥원  e스포츠‘2024 유스 이스포츠 페스티벌 건강한 게임문화를 위하여 미디어 강연 겸 사회자[67][68]

## 라이브 커머스 모바일 쇼호스트
- 게이밍관련 제품들을 10회 이상 판매. 여러 차례 완판 조기매진
- 2022년 네이버 라이브커머스(LIVE COMMERCE)라이브쇼핑 《emTek》게이밍PC 라이브쇼 진행자
- 2022년 네이버 라이브커머스(LIVE COMMERCE)라이브쇼핑 《emTek》 레드빗 게임용 브랜드PC 라이브쇼 진행자
- 2022년 네이버 라이브커머스(LIVE COMMERCE) 라이브쇼핑 《emTek》 인터넷 유무선 공유기 할인 이벤트 라이브쇼 진행자
- 2022년 네이버 라이브커머스(LIVE COMMERCE) 라이브쇼핑 《emTek》 게임용pc 기획전 라이브쇼 진행자
- 2022년 네이버 라이브커머스(LIVE COMMERCE) 라이브쇼핑 《emTek》 레드빗 ARGB 수랭 쿨러, 라이브 특가 최대 41% 할인 진행자
- 2022년  네이버 라이브커머스(LIVE COMMERCE)라이브쇼핑 《emTek》 RTX 3070 Ti가 탑재된 게이밍 PC 쇼핑 라이브 판매 특가전 진행자
- 2022년  네이버 라이브커머스(LIVE COMMERCE) 라이브쇼핑 《emTek》 EVGA 게이밍 기어와 방송 디바이스 쇼핑 게이밍 키보드 라이브쇼 진행자

## 광고

### 공익광고 (교육/게임)
- 2019년 중소벤처기업부 중소기업유통센터 브랜드K 콘텐츠 크리에이터. 소상공인 가치삽시다 TV K-뷰티 K-푸드 홍보 활동
- 2020년 충청남도개발공사산하기관 충남정보문화산업진흥원 [충남글로벌게임센터] [[와라! 편의점 게임공익광고
- 2021년 부산광역시 산하기관 부산정보산업진흥원 교육 콘텐츠 크리에이터.
- 가상현실VR 문화 교육 콘텐츠 제작 참여. 가상현실(VR)기술을 적용한 한국인의 한국 요리한국음식 김치Kimchi홍보, 마이리틀쉐프 김치를 해외에 알리는 문화 교육 콘텐츠한국 음식 대한민국 김치 편
- 2021년 공익광고 미니특공대 어린이안전교육을 위한 지진 안전체험 VR 지진 재난 안전교육 홍보 크리에이터로 활동.
- 2022년 SBA 서울경제진흥원 나랑 잘 어울리는 직업은 무엇일까!?  SBA 서울경제진흥원 크리에이티브포스(CreativeForce)
- 2023년 서울특별시, 서울경제진흥원 서울청년취업사관학교 직업테스트 교육 콘텐츠
- 2023년 문화체육관광부, 한국콘텐츠진흥원 올바른 게임 문화 (오늘 악수 챌린지) 서울특별시와 청년취업사관학교 새싹(SeSAC)교육 과정 하루에 게임 몇 시간 할래? 오늘 악수 완료! 공익 광고 숏폼 동영상 Reels 콘텐츠 <릴스챌린지>

### 상업광고 (게임/뷰티/식품)
- 2016년 10월 게임광고  룽투코리아 모바일 게임 신작 ”아톰의 캐치캐치”
- 온라인 패션 플랫폼 서울스토어(seoulstore),온라인 쇼핑몰 서울스토어 패션·뷰티 브랜드 홍보 크리에이터[69]
- 2019년 뷰티광고 3월 19일 디아페 X 이녕 한정판 향수 " 이녕이를 믹스해또 " 수익금은 전액 기부
- 2019년 4월 19일 슈퍼레이스(SUPERRACE CHAMPIONSHIP)모터 스포츠 대회 CJ슈퍼레이스 챔피언십 개막전 홍보, 레이싱카 레이싱 시뮬레이터(하남 스타필드)
- 2019년 9월 주얼리광고 커스텀 주얼리 브랜드 커스티지 패션 주얼리CUSTAGE,이녕의 명품 쥬얼리 (악세서리 반지,팔찌,귀걸이,목걸이)브랜드 광고 홍보 모델
- 2019년 10월 7일 먹방광고 - 도시락프랜차이즈 토마토도시락 먹방유튜버 이녕의 속보이는 먹방 [병맛더빙] 먹방예능 PPL광고[70]
- 2020년 8월 게임광고 - 미국의 모바일 게임 개발사 콩스튜디오가 개발한 모바일 게임가디언 테일즈는 게임빌에서 서비스했던 콩스튜디오의 전작 던전링크의 후속작으로 배급은 한국 및 글로벌은 카카오게임즈, 중국은 비리비리, 일본은 콩 스튜디오와 Yostar가 공동으로 맡았다.[71]
- 2020년 10월 15일 게임광고 PC 버전 오픈 2020년 5월 15일, 에픽게임즈에서 Grand Theft Auto V를 무료 배포 락스타 게임즈에서 유통하고 락스타 노스에서 제작하는 액션 어드벤처 게임 시리즈.[72]
- 2021년 3월 광고모델 데이지꽃 패션의류 브랜드 nana crew 나나크루 패션의류 홍보 룩북 인플루언서[73]
- 2021년 5월 게이밍광고 벤큐 X 게임 유튜버 이녕 ⁠게이밍 모니터 콜라보
- 2021년 5월 벤큐 BenQ Corporation X 게임 유튜버이녕 ⁠게이밍 모니터 콜라보
- 2021년 6월 게임광고 - 모바일 게임"에볼루션 레전드 다운로드 링크[74]
- 2022년 2월 3일 게임광고 - Vampire Survivors 뱀파이어 서바이버즈 (뱀파이어 서바이벌)모바일 버전[75]
- 2022년 2월 28일 게임광고 - 케페우스M 중국의 LRGame에서 개발하고 유조이게임즈에서 유통한 모바일 게임이다.[76]
- 2022년 4월 30일 패션 광고 악세사리 협찬 도매언니[77]
- 2022년 9월 4일 게임광고 - 모바일 게임 신선놀음: 이모털 월드 롤플레잉 게임, 방치형 게임 방치형 선협 수련 게임이다.[78]
- 2022년 10월 하늘이 내린 방치형 RPG 미틱히어로즈 한국형 신규영웅 단군 출시![79]
- 2022년 10월 의약품광고 제약회사 신신제약, 여드름 흉터 치료제 '스카덤클리어겔'광고 모델
- 2023년 광고 Gen.G x PUMA 2023 Jersey + Lifestyle Collection / 젠지 이스포츠  x 스포츠웨어 패션 브랜드 푸마 X  대한민국의 종합 프로게임단 Gen.G Enyeong (이녕) 서울 Foot Locker 풋락커 (명동/코엑스/홍대) 매장 쇼핑몰 젠지 푸마 영상 의류 광고 모델
- 2023년 4월 29일 이녕 X 츄이듀이 콜라보 이벤트 광고 - 앞광고 유튜버 이녕의 다이어트 브이로그 다이어트 츄이듀이 제품 2종 (오렌지 레몬 맛/ 자몽허니블랙티 맛)  2주만에 허리 라인 생기는 단기간 다이어트[80]
- 2023년 5월 2일  원스토어 주식회사에서 운영하는 대한민국 이동통신 3사의 통합 모바일 앱스토어 ONE store 원스토어 모바일 게임 게임 리뷰 게임 광고 촬영 10편의 시리즈를 찍었다.  더 킹 오브 파이터즈 시리즈의 모바일 게임. ’킹 오브 파이터: 서바이벌 시티‘[81]컴투스 스포츠 야구 게임 !컴투스 프로야구 시리즈 컴투스프로야구2023[82]Playrix개발한 인테리어 퍼즐 게임 캐주얼 게임. 꿈의 집 Homescapes[83]도트그래픽 2D일러스트 캐릭터맛집 방치형 게임 픽셀 히어로[84]네이버 웹툰 환상 여신 수집 방치형 RPG ‘이세계 가디스 스토리’[85]운세 사주게임 포스텔러[86]수집형 RPG게임  라그나돌][87]릭터 RPG 게임 개판 오분전[88]우파루마운틴의 후속작 우파루 오딧세이[89]대마법사 키우기[90]
- 2023년 5월 19일 먹방 간식 젤리 유튜브 광고영상 - 나무인터내셔널 유튜브 광고 영상 - 신기한 간식들을 먹어봤습니다 with. 임다 (떠먹는 젤리, 편의점 젤리, 솜사탕 케이크, 마시멜로우)[91]
- 2023년 먹방 광고 고기구이 전문 브랜드  프랜차이즈(Franchise) 고돼지, 직화 삼겹살 포장 배달의 민족 고돼지 이벤트[92]
- 2024년 2월 농심그룹 식품회사 브랜드 업체 농심 (라면, 스낵 과자, 음료, 간편식)협찬
- 2024년 2월 기능성 식품 바른제빵소 오트밀 다이어트 저당빵 간접광고 (글루텐프리 베이커리&디저트, 저탄고지빵)[93]
- 2024년 4월 29일 K뷰티 광고 모델 - 이녕 X GRN 콜라보 프로모션  “GRN 다이어트 유튜버 이녕의 3일쾌변다이어트 구독자 이벤트“, 연예인 다이어트 기능성 식품 건강기능식품 초록이 분홍이 리뉴얼 버전
- 2024년 4월 게임 광고 - 북유럽 신화를 배경으로한 무한환생  로그라이크 롤플레잉 ‘환생용병단’[94]
- 2024년 화장품 광고 - 에스테틱 화장품 전문 브랜드 에끌라두(대표 윤형순) 올리브영 순한 자외선차단제 에끌라두 밀크 프로틴 선크림 에끌라두 UV 오일프리 선크림, 에끌라두 기초화장품[95]
- 2024년 식품 광고 - ‘해나미’‘애플구마’ 예능 먹방연예인 김준현, 배우 박해미, 교수유튜버 이녕 이 광고 모델로 있는 껍질째 바로먹는 해나미 "애플 구마 " 식품 광고[96]
- 2024년 인기 셀럽들의 한끼 대용 아침 간편식 단백질 다이어트 기능성 식품 건강기능식품 건강식품 브랜드 풀라이트 플라이밀 단백질 쉐이크 광고[97]
- 2024년 삼성전자 삼성 갤럭시 행사 초청 셀럽 이녕, 행사장소 - 서울특별시 호텔롯데 잠실 롯데월드타워 시그니엘, 삼성 갤럭시의 하이브리드 생성형 AI 세트 Galaxy AI ( 삼성 갤럭시 Z 폴드 6 스마트폰 Galaxy Z Fold6 )
- 2024년 릴리스 게임즈(LILITH Games) FARLIGHT에서 퍼블리싱한 모바일 게임으로 안드로이드, iOS, PC버전. 2024년8월8일 출시된  'AFK 아레나' IP 기반 신작 게임 AFK: 새로운여정 게임 광고[98]
- 2024년 9월 충청북도 증평에 위치한 블랙스톤 벨포레 리조트 리조트 광고[99]
- 2025년 삼성전자 소프트웨어 안드로이드 스마트폰  갤럭시 크루[100]  세계 최초 삼성 갤럭시 S25 울트라《삼성 갤럭시 S25》티타늄실버블루 색상 제품 협찬[101]

## 주요 이력

종합게임 전문 유튜버 이녕(원보라)

- e스포츠 게임 축제 제1회 부산 오버워치 대회 GCOB 개최 생중계 MC “GCOB”[102]
- 2017년 3월 아프리카TV 왕중왕전[오버워치(OVERWATCH)] 심해게임 강자전 심해여왕 이녕 VS 심해왕 보겸 오버워치 1대 1
- 2017년 6월 8일 CH.WIDE DIA GAME DAY 서든어택 파이널존[103]
- 2017년 7월 15일 e스포츠 게임 축제 [다이아 페스티벌2017] 게임MC
- 2018년인벤 매드라이프와 유명 유튜버 이녕이 함께 하는 리그 오브 레전드 롤사관학교 1회[104][105]
- 2018년 2월 부산 콘텐츠코리아랩 센텀, 제1회 부산 오버워치 대회 "GCOB"개최 진행자[106]
- 2018년 2월 5일  블리자드 엔터테인먼트 오버워치 오픈디비전 공식대회 3, 4위전 인터뷰 overwatch[107]
- 2018년 5월 10일 게임 박람회 2018 플레이엑스포(PlayX4) 게임 신작 시연, 이녕 팬사인회[108][109]
- 2018년 5월 10일 게임축제에서 영재 컴퓨터 게임 시연[110]
- 2018년 8월 10일 대규모 게임 축제 다이아페스티벌2018 with 놀꽃 이녕 신작게임 플레이 스낵 월드 snack world 시연 및 다이아페스티벌in 부산 게임MC
- 2018년 8월 11일 e스포츠 게임 축제 다이아페스티벌2018 with 놀꽃 게임대회MC
- 2018년 8월 22일 블리자드 코리아 오버워치팬페스티벌 스트리머대전(서울 광진구 예스24 라이브홀 진행)
- 2018년 9월 15일 부산인디커넥트페스티벌(Busan Indie Connect Festival, BIC Fest) 부산광역시에서 열리는 국제 단위 인디 게임 행사 게임진행 MC,인디게임 신작 Game Play 및 e스포츠게임대회 진행
- 2018년 9월 16일 부산 인디 커넥트 페스티벌  BIC Festival인디게임 개발자와 인터뷰 진행 게임 유튜버 MC 이녕
- 2018년 9월 16일 부산 인디 커넥트 페스티벌  2018 BIC Festival 인디게임 게임 크리에이터 이녕의 게임 신작(레미로어)시연 게임 플레이[111][112]
- 2018년 11월 이녕 화보 촬영  CJ ENM
- 일산 소재 대안학교(alternative school) 청소년의 꿈과 직업에 대하여 강연
- 온라인 패션 플랫폼 서울스토어(seoulstore),온라인 쇼핑몰 서울스토어 패션·뷰티 브랜드 홍보 크리에이터[113]
- 2019년 5월 10일 경기도 주최, 경기콘텐츠진흥원 경기게임문화센터 주관 e스포츠 대회 경기 e스포츠 페스티벌 2019 플레이엑스포 (PlayX4) X 트위치 인기 파트너 스트리머 오버워치 공방 게임 플레이 (넥슨, 블리자드 엔터테인먼트 공동진행) 고양 킨텍스 플레이엑스포 B2C 행사장[114][115]
- 2019년 6월 1일 게임산업 넷마블 VIP 인플루언서 페스티벌 초청 크리에이터
- 2019년 6월 27일 레고코리아(LEGO Korea)와 블리자드 엔터테인먼트 (Blizzard Entertainment)콜라보 ‘레고 오버워치 시리즈’를 출시 오버워치 오버워치 레고 (LEGO) 블록 장난감 제품 출시 게임 홍보 스타 인플루언서(SNS 간접광고)
- 2019년 8월 10일 다이아페스티벌in 부산 벡스코(BEXCO)오버워치 게임 플레이 게임 대회[116]
- 2019년 8월 성남시 주최, 성남산업진흥원 주관 '성남 e스포츠 페스티벌' 개막... "우리는 모두 게이머"[117]
- 2019년 2019지스타 국제게임전시회 G-STAR, 벡스코(BEXCO) 오버워치 유명 게임 크리에이터 이녕 신작 게임 소개 시연회 오픈형 무대 (엔젤게임즈 프로젝트 랜타디의 이벤트 경기)[118][119]
- 2019년 2019지스타,모바일 게임 신작 스페셜 매치전에 참가[120][121]
- 2019년 2019지스타 국제게임전시회 G-STAR,부산 공중파 방송 출연 유명 크리에이터 3인 인터뷰 KNN (아나운서, 오버워치 이녕, 배틀그라운드 미라클, 아이돌그룹 제국의 아이들 연예인 정희철)[122]
- 2019년 12월 30일 2019 오버워치 리그 대회 우승팀 "샌프란시스코 쇼크 인터뷰 " 게임 리포터 이녕[123]
- 2019년 11월 17일  지스타 국제게임전시회 G-STAR 지스타 신작게임,크리에이터 토크 메인무대 토크, 팬미팅, 팬싸인회[124]
- 2019년 2019 SeN 페스티벌,성남시 e스포츠 성남 e스포츠 페스티벌(SeN Festival)크리에이터 이녕 팬미팅, 팬싸인회,카트라이더 게임 플레이[125]

롯데월드 놀이공원에서 인플루언서 이녕(원보라)

- 2020년 1월 TEN의 2회차 대회 ‘아프리카TV vs 샌드박스 네트워크 vs 라우드커뮤니케이션즈 3사 간의 게임 대회 넥슨(NEXON) 카트라이더 대전[126]
- 2020년 5월 12일 케이블TV OGN 게임 방송국 어서옵SHOW 오버워치 어서옵쇼 7회차 방송
- 2020년 6월 13일 케이블 텔레비전 게임 방송국 OGN 어서옵쇼 오버워치 생방송 인기 스트리머 참전 예능 '토요일! 토요일은 옵치다!' 방영 안내(오버워치 프로게이머,트위치 스트리머 특별편) 2회 방송[127]
- 2020년 8월 15일 2020 하계스포츠대회특집편,오버워치 생방송 예능 대결 "토요일! 토요일은 옵치다!  / 오버워치 트위치 스트리머 토토옵[128]
- 2020년  [WDG] 오버워치 오픈 디비전 코리아 시즌3 플레이오프 생중계 캐스터 : [홍현성],캐스터: 원보라(이녕)
- 2020년 12월 15일 게임광고 충청남도산하기관 [충남글로벌게임센터] 충남정보문화산업진흥원 와라편의점 게임콘텐츠 홍보 리뷰[129][130]
- 2020년 12월 공익광고 - 부산광역시 산하기관 부산정보산업진흥원. 메타버스 XR,VR 교육 콘텐츠 크리에이터로 활동하며 디지털아트 메타버스 가상 혼합현실 / e러닝 교육 콘텐츠 관공서 홍보영상 제작 모션그래픽개발 / 영상 미디어 콘텐츠 제작 ( k-푸드 마이 리틀 쉐프 이녕과 VR 게임으로 한국 음식 한국 김치 만들기, 미니 특공대 어린이 안전체험 VR 제작 홍보 )
- 2021년 1월 [오버워치] 스트리머 데스매치 대난투 카네자카 4대4 데스매치[131]
- 2021년 3월 라이엇 게임즈,‘발로란트’인기 스트리머 대항 코치 발할라 대회 개최[132]
- 2021년 4월  트라메의 <밖리뷰> 1화 출연.게임 유튜버들의 게임 스트리밍 방송장비 추천 X 영등포 타임스퀘어 일렉트로마트 게이밍존 (게임계의 심해여왕 브론즈 이녕이 추천하는 유튜브 방송 장비,게임부품 등 IT기기 소개 추천 코너 진행 게임리뷰 )
- 2021년 10월 라이엇 게임즈의 1인칭 전술 슈팅 게임(이하 FPS) <발로란트>‘전국 샷VAL 자랑’토너먼트 대회,발로란트 인플루언서 참가(게임팀장 이녕)[133]
- 2021년 12월 [CAST x 크리에이터 이녕] 국내 아이돌 가수 5인조 걸그룹 버스터즈 (진행자 : 이녕,윤선생)[134]
- 2022년 4월 21일 네이버 라이브커머스(LIVE COMMERCE) 라이브쇼핑 이엠텍 게이밍PC 라이브쇼 10회 진행 모바일 쇼호스트 원보라(이녕)[135]
- 2022년 4월 트위치 4월은 음식의 달 (Food & Drink Celebration)기념으로 트위치의‘먹방(Food & Drink)’트위치 파트너 스트리머들의 쿡 방송 진행[136][137][138]
- 2022년 5월 SBA 서울경제진흥원 크리에이티브포스(CreativeForce) 이녕의 서울청년취업사관학교 직업테스트 교육 콘텐츠 홍보 제작[139]
- 2022년 8.28~ 9.2 미국의 게임 개발/판매사 액티비전 블리자드의 자회사 블리자드 엔터테인먼트(Blizzard Entertainment)로 미국 캘리포니아 주 오렌지 카운티의 어바인 시에 위치한 블리자드 엔터테인먼트본사 초청 방문 ( 블리즈컨 컨벤션, 2019 BlizzCon 게임 행사에서 처음 공개되었으며 2022년 10월 5일 오전 3시 얼리 액세스로 출시되었던  오버워치의 후속작 신규 콘텐츠 오버워치 2 관련 일정 )
- 2022년 9월 23일 넥슨 EA 스포츠의 FIFA(국제축구연맹) 스포츠 (축구) FIFA 시리즈 2023년 FIFA 피파23 런칭쇼 초청 인플루언서
- 2022년 10월 9일 오버워치2 리그 (Overwatch League™) 뷰잉 파티 초청 크리에이터 /충무로 대한극장
- 2022년 10월 김포대 유튜브크리에이터과  (K-Culture ) 원보라 교수-패러블엔터테인먼트, 산학협력 MOU 체결[140]
- 대한민국의 중앙행정기관 국가보훈처와 구글이 추진하는 첫 번째 협력 프로그램 콘텐츠 협업[141]
- 김포대학교 유튜브크리에이터과 ‘젠지 e스포츠’ 업무 협약 체결[142]

South Korean YouTuber 이녕(원보라) 오버워치 게임 레고

- 2023년 2월 4일  문화체육관광부산하기관 한국콘텐츠진흥원 올바른 게임 문화 숏폼 동영상  Reels 콘텐츠 <릴스챌린지> 게임 문화 공익 광고 (오늘 악수 챌린지) 하루에 게임 몇 시간 할래? 오늘 악수 완료! 광고 출연 #shorts[143]
- 2023년 3월 20일  김포대 유튜브크리에이터과-젠지 e스포츠, 업무 협약 체결[144]
- 2023년 3월 22일 대한민국 정부, 서울특별시교육청 교육 콘텐츠 특강 3회 강연 (서울 교육청 교육공무원 대상 유튜브 동영상 플랫폼에 대한 이해 )
- 2023년 3월 28일 서울모빌리티쇼조직위원회 [KAMA, KAIDA, KAICA] 2023 서울 모빌리티쇼 초청권 이벤트 이녕 x 젠지
- 대한민국 환경부 2023 서울모빌리티쇼 (경기도 고양시 킨텍스) 초청 방문 젠지 x 현대자동차 콜라보
- 2023년 3월 29일 제1회 패러블랜파티 카트라이더 드리프트 게임대회
- 2023년 6월 11일 2023 LCK Summer 시즌 Viewing Party 게임 행사 사회 MC ‘이녕’ (경기 관람 : e스포츠 팬들과 함께하는 ‘2023 LoL 챔피언스 코리아(LCK) 서머’Gen.G VS T1 (e스포츠)전, 2023 LCK 썸머 뷰잉파티 젠티전 / 장소 : 퍼시스 빌딩, 이벤트 : 대한민국의 전직 리그 오브 레전드 프로게이머로 현재 Gen.G의 스트리머로 활동 중인 앰비션 팬싸인회/게이밍의자 시디즈), 라이엇 게임즈에서 주최 및 주관하는 리그 오브 레전드 대회 리그 오브 레전드 챔피언스 코리아 이원 생중계 인터뷰 진행 링크.[145]
- 2023년 6월 18일 블리자드 오버워치 리그 MSM 글로벌 토너먼트 ‘미드시즌 매드니스(Midseason Madness)’서울 아시아 태평양 지역 최종 결승전 초청 게임 유튜버 (대규모 오프라인 현장 이벤트 장소 : 경기도 고양 킨텍스에서 개최)
- 2023년 8월 1일~8월 6일 미국 게임 개발/판매사  블리자드 엔터테인먼트 미국 본사 초청 미국 캘리포니아주 오렌지 카운티의 어바인 방문
- 2023년 8월 18일 충청남도 예산군 예산시장 2023 맥주 페스티벌  특별행사장 더본코리아 백종원 초청 방문
- 2023년 9월 21일 빅픽처인터렉티브, e스포츠 분야 전문 콘텐츠 크리에이터 양성 및 산업 발전 업무협약 체결[146]
- 2023년 9월 26일 김포대학교 중소기업산학협력센터와 원스토어 간 전문 콘텐츠 크리에이터 양성 및 인적 교류 위한 업무협약 체결[147]
- 2023년 11월 18일 2023지스타, 부산광역시 벡스코 지스타 게임의 도시 부산에서 해운대 불꽃축제, 게임 산업  NC G-STAR 2023 엔씨소프트 유명 게임 인플루언서 지스타에 총출동, 게임신작 플레이 메인무대 출연[148]
- 2023년 11월 19일 이스포츠 행사 2023 LoL 월드 챔피언십(이하 롤드컵), 라이엇 게임즈 리그 오브 레전드 (LoL) 국제대회 초청 방문 리그 오브 레전드 월드 챔피언십(League of Legends World Championship) LCK
- 2023년 12월 30일 서울콘 X 월드 케이팝 페스티벌, 동대문디자인플라자 (DDP)에서 세계 최초 최대 규모 인플루언서 박람회 <2023 서울콘>(23.12.31. ~ 24.01.01.)에 창조산업 글로벌 셀럽으로 참가한다. SKT T1 서울콘은 SK텔레콤 소속 e스포츠 리그오브레전드(LoL) 게임단 LCK의 리그 오브 레전드 월드 챔피언십롤드컵 결승 우승팀T1 (주장페이커이상혁) e스포츠 게임구단 T1과 함께 '2023 T1con'(팬미팅) 개최 참석
- 2023년 12월 31일‘서울콘 X 월드케이팝페스티벌 X 카운트다운’APAN 스타 어워즈, 서울시와 서울경제진흥원(SBA, 대표이사 김현우)이 개최하는《2023 서울콘(SEOULCon)》참가 인플루언서[149][150]
- 2024년 서울특별시 서대문구 서대문구청 문화예술 전문가 강좌/강의 “2024 청년베프 다양성 열린강연 <도란도란 디너테이블>“,  방송인 교수유튜버 이녕(원보라 교수) 초청 강연[151][152]
- 2024년 tvN SHOW 프리한 19 416회 “함부로 리필했다가 네발로 나갈 맛집19“ 에 초대형 대왕 베이글빵집 니커버커베이글맛집 이녕 유튜브채널 영상 소개 방영
- 2024년 삼성전자 삼성 갤럭시 행사 초청 셀럽 이녕, 행사장소 - 서울특별시 호텔롯데 잠실 롯데월드타워 시그니엘, 삼성 갤럭시의 하이브리드 생성형 AI 세트 Galaxy AI ( 갤럭시 Z 폴드6 스마트폰 Galaxy Z Fold6 )
- 2024년 연예 기획사 브랜드뮤직 소속 래퍼 그리 (연예인) 와 스튜디오 쫄? 에서 유튜브 게임 웹예능을 찍었다.
- 2024년 7월.  서울특별시 용산구 문화시설 리움미술관 “크리에이터 데이“  creaitor day 2024 We, Leeum Samsung Museum of Art 초청 인플루언서
- 2024년 대전 드림 아레나에서 개최 한국콘텐츠진흥원, 대전정보문화산업진흥원, 스마일게이트 희망스튜디오, 빅픽처인터렉티브 ,넥슨재단, 카카오게임즈 사)전국지역아동센터협의회 후원. 프로게이머, e스포츠 리그 기획자 등이 참여해 ‘게임 및 e스포츠 산업 전문가의 현업 이야기’를 주제로한 멘토링 사회공헌활동이다. '2024 유스 e스포츠 페스티벌' 건강한 게임문화를 위하여 미디어 강연 겸 진행자 이녕.[153][154]
- 2024년 7월 출시 삼성전자 삼성 갤럭시 삼성 갤럭시 Z 시리즈 삼성 갤럭시 Z 폴드 6 협찬 브랜드[155]
- 2024년 8월 6일 대한민국 최대 놀이동산 삼성 테마파크 에버랜드 인기 판다 푸바오 판다월드 푸바오 인형, 푸바오 굿즈 홍보 초청 인플루언서[156]
- 2024년 8월 대한민국의 대한민국의 3대 게임사 넥슨 초청[157], 넥슨 유튜브 공식 채널 더파이널스 출연[158]
- 2024년 8월 삼성전자이벤트 테마파크 송파구 롯데그룹 롯데월드 아쿠아리움 Lotte World Aquarium 갤럭시AI[159]
- 2024년 8월 유튜브 코리아 유튜브크리에이터코리아 행사[160]
- 2024년 9월 (사)청년과미래 주최‘2024 제8회 대한민국 청년의 날’ 크리에이터 페스티벌, 대한민국 청년의 날 K-pop 콘서트 난지한강공원 젊음의 광장 개최 일상 종합부문 크리에이터로 선정[161]
- 2024년 9월 26일 광주광역시관광공사,(사)케이쇼츠조직위원회 김대중컨벤션센터광주 ACE Fair  전시장 ‘2024 제4회 공공 숏폼 콘텐츠 컨퍼런스’ 원보라 교수 특강[162]
- 2024년 9월 27일 ‘2024 게임문화축제(Game Culture Festival, 이하 GCF)’ 블리자드 엔터테인먼트 초청 '디아블로 4 아마존 익스프레스' 디아블로 IV, 첫 확장팩 ‘증오의 그릇’ 출시 기념 이벤트 초청 게임인플루언서.  용인 에버랜드[163]
- 2024년 11월 17일 국내 최대 게임축제 지스타 ‘2024 지스타(G-STAR)’YouTube GAME ON[164]
- 2024년 경기도 김포시 공식 인터뷰, 경기도 김포시 공식유튜브와 김포마루 4월호 수록 인터뷰 영상, 월간지 표지인물 선정 이녕 원보라 교수, 임다TV 강기정 교수[165],[166]
- 2025년 01월 주한 이스라엘 대사관 이스라엘 《이스라엘 관광청》 초청 신년 미디어 네트워킹 이벤트[167]
- 2025년 미국의 비디오 게임 개발사 블리자드 엔터테인먼트 액티비전 블리자드 블리자드 Queen 요한나 파리스 대표 Influencer Meet & Greet 서울특별시 강남구 테헤란로 한국종합무역센터 파르나스타워[168]
- BenQ 벤큐 모니터 조명 신제품 ‘스크린바 헤일로(ScreenBar Halo) 2’공개. 간담회 초청[169]
- 한강 랜드마크 세빛섬 '삼성과 함께하는 2025 메타 페스티벌'  갤럭시크루.  meta 삼성 갤럭시 삼성 갤럭시 S 시리즈 삼성 갤럭시 S25 갤럭시s25엣지, 갤럭시s25울트라[170]
- 삼성전자 폴더블 스마트폰 홍대 갤럭시 스튜디오 행사 삼성 갤럭시 폴드(Samsung Galaxy Fold) 신제품 삼성 갤럭시 Z 폴드 7, 삼성 갤럭시 Z 플립 7 홍보[171][172]
- 프로게임단 젠지 서울 동대문역사문화공원역 Gen.G Esports "PC방 복합 게이밍 공간" 'GGX' PUBG: BATTLEGROUNDS 홍보 게임 크리에이터 활동

## 홍보대사

Korean Hanbok Model 이녕(원보라)

- 2023년 제주도 홍보대사 위촉, 2023제주특별자치도 관광협회 제주여행 공식 홍보대사[173]
- 서울특별시 1인 미디어 콘텐츠 창작자 개발 자문위원 위촉[174]
- 중소기업유통센터[브랜드K] 소상공인 가치삽시다 TV 크리에이터 이녕 K-뷰티 K-푸드 k-브랜드 가치삽시다 홍보 모델 크리에이터 위촉
- 국가보훈처 어메이징(Amazing)70, 어메이저(A-major) 홍보대사 위촉[175] 어메이징70 홍보대사 이녕의 퀴즈로 풀어보는 대학생 브이로그 - 정전 협정과 6.25 전쟁 역사[176]
- 삼성전자 갤럭시 크루로 위촉
- 2024년 주관 사)한국문화산업포럼 사)우리들의 미래, 후원 문화체육관광부 대한민국 대통령직속기관 2050 탄소중립녹색성장위원회 한국관광공사 기후위기 그린코드 지속가능 K- 콘텐츠, 세계문화산업포럼 (WCIF) 공식 홍보대사 위촉[177]
- NGO 국제환경단체 그린피스 (Greenpeace) 재생 가능 에너지, 문화 · 예술 파트너십 파트너 위촉
- 한국이앤엑스, 한국방송기술인연합회 주최. 방송통신위원회 후원. 제33회 'KOBA2025' 코바 공식 앰버서더. 대한민국 대표 방송미디어 산업 전시회 강남구 코엑스 Seoul Korea[178]
- 문화체육관광부 광주광역시 주최. 김대중컨벤션센터 [20주년] 2025 광주 ACE FAIR , 2025 광주 ACE FAIR 공식 앰배서더 위촉.

## 교재편찬
- 2023년 서울특별시, 서울특별시청 산하기관 서울경제진흥원 이스포츠교육과정 크리에이터 과정 교재 편찬[179]

## 심사위원
- 2023년  서울특별시  서울특별시 1인 미디어콘텐츠 창작자 개발 자문위원으로 위촉[180]
- 2023년  경기도 김포시 김포시청소년재단 청소년영상 공모전 심사위원 위촉
- 2024년  서울특별시 강북구 강북구청 2024 강북구청 숏폼 영상 심사위원
- 2025년  일간스포츠 이데일리  ‘2025 캠핑요리축제’심사위원[181][182][183]

## 수상
- 2018년 5월 10일 대한민국한복모델선발대회 대한민국 한복모델 입선[184]

- TEN의 2회차 대회 ‘아프리카TV vs 샌드박스 네트워크 vs 라우드커뮤니케이션즈 3사 간의 게임 대회 넥슨(NEXON) 카트라이더 대전 우승[185]
- 유튜브 크리에이터 어워즈 (YouTube Creator Awards) 유튜브(YouTube) 크리에이터 실버버튼[186]
- 2020년 2월 중소기업유통센터중소기업 국가대표 공동브랜드인 브랜드K 제품 소소공모전 유튜브 동영상 이녕팀 입선[187]
- 2024년 9월 ‘2024년 제8회 대한민국 청년의 날’크리에이터 어워즈 공로상 수상, 국회 상임위원상[188]
- 2024년 12월 15일 한류 콘텐츠와 글로벌 비즈니스를 연결하는 세계적인 인플루언서와 K-POP 스타들의 대규모 축제 '2024 글로벌 인플루언서 엑스포(GIE 2024)' 소셜 임팩트 리더부문 멘토오브 크리에이터 아이콘상[189][190]
- 2025년 (사)한국유튜버협회.  문화 컨텐츠 엔터테인먼트 부문 '2025 대한민국 핫 크리에이터 대상'

## 유행어

대한민국의 방송인 이녕(원보라)

- 우리는 하나! - 2016년 이녕의 오버워치1시즌. 오버워치는 6대 6게임이지만 이녕을 보면 11대 1게임으로 보인다. 경쟁전 중 오지않는 팀원을 하염없이 기다리던 이녕이 외치는 말 우리는 하나.. 는 한 동안 유행어가 되어 게임 속에서 우리는 하나를 외치는 게임 유저들이 많았다. 디아블로 IV 게임을 자주 하는데  채팅창에 우리는 하나가 올라온다. 팬들 중에 KBO 소속 프로야구단인 한화 이글스(Hanwha Eagles) 야구팬들이 많아서 우리는 한화.. 라고 외치며 채팅창을 도배하기도 하였다.[191] 현재 블리즈컨 2023 행사장의 주요 게임인 오버워치 2는 미국의 블리자드 엔터테인먼트가 제작한 오버워치 시리즈의 후속작이다. 극천상계를 대표하는 게임 유튜버로 오버워치 전 시즌을 다 하고 있는 국내 유일한 게임 방송인인 이녕은 블리자드의 딸이라고 불릴만큼 현재까지 유행하고있는 오버워치게임 콘텐츠의 많은 부분을 차지한다고 할 수 있는 높은 기여도와 인지도가 있다.[192]
- 눈 떠보니 브론즈더라 -  모든 컨텐츠는 공감 컨텐츠이다. 게임을 하더라도 주요한 키워드는 브론즈 이녕이라는 특유의 감성과 세대간 또는 시청자와 열린소통을 중요한 기반으로 하고 있다. 오버워치 1시즌의 오버워치 컨셉워치 (오열워치, 아재워치, 아수라백작, 병아리반 이녕, 유치원반 이녕, 아픈국모, 직장인, 아저씨, 선생, 학생, 초딩이녕 등)와[193][194]게임 캐릭터노래 영상 콘텐츠 (오버워치 최초)[195][196], 오버워치 신맵 파리에서 치는 피아노 연주 영상[197]과 2015년 10월 게임방송 최초로 아빠와 스타게임을 시작으로 한 가족게임 콘텐츠를  오버워치 게임 콘텐츠 최초로 시도하였다. 남동생 찍찍도사와 현실남매 k- 남매 게임 콘텐츠를 진행하였으며, 오버워치를 매우 잘하는 숨은 실력자들을 찾아내 (일반인, LCK 프로게이머,랭커,방송인) 오버워치를 좋아하는 오버워치 유저들에게 오버워치 게임으로서의 재미를 넘어 그들의 스킬을 배우고 장인들의 생각과 궁금한점등을 알고자하는 욕구를 해소해주기 위한 이녕의 누구야? 콘텐츠 오버워치 장인초대석 시리즈와 이녕의 어디야? 콘텐츠 e스포츠 게임학원 시리즈는 오버워치 발매 후 2023년 현재까지도 큰 인기가 있는 게임 컨텐츠이며 다수의 유행어를 재생산 하며 유튜브 채널 구독자 수가 늘어났다.[198]
- 내말들려?! ( Can you hear me?! ) - "내 말 들료..? 이거 고장난 줄 아라쪄~" 2020년 7월 인기 유튜버 이녕의 대표적인 시그니처 유행어 밈 내말들려를 일러스트로 표현한  캐릭터 상품 '굿즈’티셔츠 (내말들려 레터링 반팔 티셔츠)는 샌드박스 스토어와 정식 라이선스 계약을 맺고 제작한 공식 굿즈 한정판으로 제작 출시되어 완판된 제품이다. 출시하면서 소장용이나 데일리룩으로 인기를 끌며 조기 매진되었고 내말들려 시그니처 사운드, 내말들려 콘테스트[199]가 열릴만큼 새로운 팬슈머 문화 형성에도 기여하고 있다. 내말들려 콘텐츠로는 부모님의 스마트폰 웹 설치를해주다가 만든 실버세대 일상생활 편리함을 위한 시니어 웹 활용 디지털공존 지침서 콘텐츠와 교육자로서 청소년들과 상담콘텐츠, 연애상담 콘텐츠가 있어 자신의 밈을 콘텐츠로 만들었다. 소통을 할때 진심으로 대하는 이녕에게 이녕 내말들려~  라며 자신의 이야기를 들어주기를 원한다. 내말들려( Can you hear me? )[200][201]
- 늘 먹던대로 주세요! - 처음 간 식당이나 PC방에서 늘 먹던걸로 주세요라고 해보는 콘텐츠이다. 그런데 예측불가한 상황에서 이녕의 팬이였던 사장님이 이녕에게 식폭행을 하면서 벌어지는 일들때문에 유행이 되어버려 어디야? 콘텐츠 등 다양한 먹방콘텐츠가 양산되었다.[202][203][204]
- 트위치 노방종 - 트위치 플랫폼에 노방종 콘텐츠와 로또,즉석 복권 콘텐츠를 유행시킨 장본인이다. 계획된건 아니지만 방송 연장 룰렛을 모르고 열어 놨고 트수들이 이 룰렛을 돌리기 시작했다. 사태의 심각성을 깨달았을 때는 이미 벌어진일이라 할 수 없이 시간을 끊지않고 이어 달리는 (집에서 게임을 하다가 게임행사나 게임광고가 있을때에도 모바일로 바로 이어서 켜는 식) 연속 방송을 시작하게 되었다. 918시간으로 현실판 트루먼쇼라는 레전드를 만들며 진기록을 세웠다. 트위치에 한동안 이녕의 노방종을 따라하는 노방종 콘텐츠가 유행이였었는데 그 누구도 이녕의 기록을 깰 수 없었고 시간을 이어달려야하는 특성상 중간에 그만 두는 스트리머나 유튜버들이 많았다. 단발성으로 끝내려고 했던 트위치 노방종이 자신의 의지와는 달리 고정 콘텐츠가 되었다.[205]

## 이미지
- 2022년 김포대학교 (총장 박진영) 가 1993년 MZ세대 유튜버인 20대의 젊은 여성 콘텐츠 크리에이터 원보라(활동명 이녕)를 교수로 임용하였다는 소식에 이녕 개인이나 유튜브크리에이터과에 대한 관심이 집중되었다. 김포대학교 유튜브크리에이터과는 정부의 K-컬처 4차 산업에 맞춰 국내 최초로 신설된과로 1인 미디어 창작자를 발굴하고, 전문 유튜버 및 콘텐츠 크리에이터를 양성한다. 크리에이터 이코노미(창작자 경제)란 말처럼 대학이 전통만 내세우며 진부한 강의 커리큘럼으로 버티기엔 이미 힘든 세상이되었기에 한국의 인터넷 환경 등으로 변화하는 이 시대 트랜드인 콘텐츠 산업의 중요성을 반영해 유튜브 포함 동영상 콘텐츠시장의 뚜렷한 성장성을 볼때 관련 교육과 인재 육성이 필요한 분야로 꼽히기 때문이다.[206]김포대학교는 4년제 정규대학을 졸업한 학사 학위 출신자로서 (전공 - 방송영상학/부전공 - 사회복지학)동종의 전공자라는점, 그 당시 남초들의 전유물로 여겨졌던 FPS게임인 오버워치, 발로란트 게임에서 대표적인 심해방송인으로서 그 분야에서 탑을 찍었던 독보적인 게임유튜버라는 점과 디지털 영역에서 그녀의 주요한 키워드는 게임도 재미를 넘어서서 세대간 또는 시청자와의 소통을 중요한 기반으로 하는 공감 컨텐츠와 열린 소통에 있는만큼 콘텐츠 크리에이터로서 주목할만한 게임문화소통을 위한 창의적이고 다양한 콘텐츠를 연구하며 보여주고 유행시켰다는점을 높이 들었으며 게임 캐스터, MC, 게임 리포터 등의 e스포츠 전문 방송인 활동 경력과 모델, 라이브커머스 등 다양한 방면에서 활동하며 쌓은 12년간의 현장 실무 경력은 문화예술인으로서 이미 그 전문성을 인정 받고 있어 교수 자격으로 충분하다는 교수 임용 발탁 근황을 알렸다. 대한민국 유튜브의 인기 유튜버이자 인지도가 높은 국내 1세대 대표 심해게임 유튜버인 그 이력이 언론에 소개되며 꾸밈없는 솔직함과 밝은 이미지로 주목받았다. 특히 자신의 유행어 중 하나인 내말들려로 컨텐츠를 만들어 학폭이나 자살 충동을 느꼈을때 나는 이렇게 해보았다라며 이겨낼 수 있는 방법등을 알려주면서 고민 상담이나 도움이 필요한 학생들 누구나 환영이라며 손편지나 이메일등으로 상담 소통하였고, 8년이 넘는 방송활동기간 동안 사건 사고나 논란 하나 없는 클린하고 모범적인 생활 방식이나 방송, 뒷광고가 전혀 없는 앞광고 유튜버 이미지까지 재평가가 되며 호감을 받으며 20대인 1993년생의 미모의 여교수로 언론사가 선정한 심층기사로 주요기사화가 되면서 화제의 인물로 떠올랐다.[207]종합게임, 먹방, 토크, 일상, 리뷰 등 콘텐츠를 확장해 종합 채널로 성장, 큰 인기를 얻고 있으며 자신의 개성을 살리며 다양한 방식으로 유튜브를 운영중인 콘텐츠 크리에이터로서 자신을 브랜드화하는 브랜딩에 성공했다는 평가를 받는다며 각종 언론매체에 기사화되며 이슈가 되었다.[208]

## 에피소드

치지직 게임스트리머 이녕(원보라)

- 2015년 일상생활 속  '기부' 를 하자면서 아름다운 가게에 옷이나 물품 기부를 하며 기부방법을 알려주기도 하고 고아원 정기후원, 대학발전기금을 내거나 연탄봉사 등을 실천하고있다.[209]
- 2016년 CJ ENM 인기 인플루언서 이녕,CGV 영화관 명동점에서 미국 영화 서치 (영화)(Searching)를 관람하는 영화관 팬미팅 팬싸인회를 100명 예약제로 진행 조기 매진 되었다.[210]
- 2017년 라이브 생방송 중 랜섬웨어에 감염되었지만 그녀의 눈에 띄는 행동들때문에 영상이 화제가 되었다.[211][212]
- 2018년 루게릭병 환우들을 위한 ‘아이스버킷 챌린지’에 동참했다. 아이스버킷 챌린지 유튜버로 얼음샤워와 기부를 하였다.[213]
- 2020년 코로나19 극복 캠페인 레몬 챌린지 - 전 세계를 응원합니다!(재해구호협회기부 )[214]
- 2022년 9월 23일 넥슨 2023년 FIFA 피파23 런칭쇼 초청 인플루언서로 참석했을 당시 배성재 (아나운서) 캐스터와 전 프로축구선수, 축구코치 박지성과 찍은 인증샷과 함께 박지성 싸인볼을 받으며 올라온 인스타그램 사진이 화제가 되었다.링크.
- 24시간 이상 장시간 오버워치 게임을 하다가 너무 배가 고파 게임 중간 간식을 볼빵빵한 햄스터처럼 먹는 모습에 음식을 먹는 모습이 너무 귀엽다며 야외방송으로 먹방 방송을 해달라는 DM이 쇄도하였고 결국은  자신의 의지가 아닌 트위치시청자나 유튜브구독자들에 의해 먹방유튜버를 하게 된 특이한 케이스이다. 속보이는 먹방과 세시새끼와 같은 PC방이나 편의점 콘텐츠가 주력이며 선풍기 회전초밥,화산김밥이 화제였다.[215][216]
- 새해맞이 타종을 위해 보신각종이 33번 울리는 제야의 종소리를 들으며 새해를 맞이하는 동시에 1월 1일 특별한 생일을 맞이한다. 이녕의 생일에  초코파이는 정이고 몽쉘은 사랑이지라며 부모님이 사오신 초코파이 생일 케이크가 감동을 주었다. 팬들은 이녕의 가족케이크인 감성의 초코파이 케이크를 추천한다며 레시피를 서로 공유하고 있다.[217]

## 같이 보기
- 패러블 엔터테인먼트
- 김포대학교
- OGN
- Gen.G
- 그린피스
- 테크룸
- 연세대학교
- 코치발로란트
- 구글 플레이
- 플레이온챌린지
- 빅픽처인터렉티브
- 치지직